# Трансглоубъл Ъндърграунд
Transglobal Underground (алтернативно изписване: Trans-Global Underground; съкращение: TGU) е базиран в Лондон международен колектив от музиканти, който специализира в смесването на западна, ориенталска и африканска музика в едно, създавайки така наречения етно-фюжън. Най-известният им член е белгийско-египетската певица Наташа Атлас, която участва в първите албуми на проекта. През 2008 г. стават носители на награда на Радио BBC 3 в категорията Световна музика за седмия си студиен албум „Moonshout“, излязъл няколо месеца по-рано.

## Биография
Transglobal Underground е сформиран около 1990 г. от Тим Уелън (познат още като Алекс Касиек – кийборди/китара/програмиране), Хамид Манту (познат още като Хамилтън Лий/Ман Ту – барабани/перкусии/програмиране) и Граф Дубула (бас китара). Това не е първият съвместен проект на Уелън и Манту, които са съоснователи на ню уейв групата Furniture. TGU никога не е имала строго дефинирани членове като формация, като в повечето случаи участниците в нея варират от албум на албум, а доста често остават скрити зад множество псевдоними без да се изяснява кой реално стои зад дадени записи. Въпреки това групата има и други редовни членове, сред които певицата Наташа Атлас, дол музиканта Джони Калси, рапърът Колеридж, вокалистът перкусионист TUUP (The Unorthodox Unprecedented Preacher), изпълнителката на цитра Шийма Мукхерйе и перкусионистът Нийл Спаркъс. Формацията е работила и с известното Трио „Българка“. Ремикс албумите им включват ремикси, направени от Dreadzone, Lionrock и Youth, а TGU са ремиксирали неща на Банко де Гая, Фън-Да-Ментал, Warsaw Village Band, Transjoik и Pop Will Eat Itself.
Първата песен на групата е сингълът „Temple Head“, който е предложен на множество звукозаписни компании, като в крайна сметка е издаден през 1991 г. от лейбъла Nation Records. Въпреки че песента не се превръща в значим хит, той е обявен за Сингъл на седмицата от списание Melody Maker, което ще продължи да прави редовни очерци на дейността на TGU. Групата подписва договор с Deconstruction Records, за които записват дебютния си албум „Dream of 100 Nations“. Въпреки това компанията отказва да издаде албума и впоследствие той е издаден от Nation Records.
Transglobal Underground си създават репутация с пищните си концертни изпълнения, които включват специални костюми, кючекчийство, множество инструментални импровизации и влизане в различни роли от страна на музикантите. След още два албума и няколко турнета из Европа Дубула и Спаркъс напускат TGU, за да създадат нов проект Temple of Sound. Така за следващия албум „Rejoice Rejoice“ има съществени промени в състава на формацията. Самият албум „Rejoice Rejoice“ е частично записан в Унгария, където групата е работила с музиканти от ромски произход, както и с перкусиониста Джони Калси от етноформацията Dhol Foundation, която по това време е на европейско турне. Наташа Атлас също напуска Transglobal Underground, за да се концентрира върху соло кариерата си. Въпреки че Атлас вече не работи за TGU, то някои от музикантите от групата работят за нея като нейни основни продуценти. Най-съществената промяна за групата е смяната на звукозаписната компания. Албумът „Yes Boss Food Corner“ е издаден от лейбъла Mondo Rhytmica. За този албум Манту и Уелън работят с вокалистката от племето зулу Дорийн Тхобекиле. Към проекта се включват изпълнителката на цитра Шийма Мукхерйе и перкусионистът Гуркит Сихра.
След като лейбълът Mondo Rhytmica престава да съществува Transglobal Underground се мести за известно време в Египет, където работи с множество музиканти и певци. Когато се връщат обратно във Великобритания, създават собствена звукозаписна компания Mule Satellite и издават албума „Impossible Broadcasting“ (2004). Интересното за този албум е, че той е записан в няколко студиа в Лондон, Прага, Будапеща и София. В София членовете на групата работят с легендарната фолклорна формация Трио „Българка“. За следващото турне на TGU съставът намалява до 5 души, които да могат да работят и в клубна среда. За първи път от шест години TGU има участие в клубове в цяла Великобритания, като продължава да изнася концерти и по различни фестивали.
През 2007 г. излиза седмият студиен албум на Transglobal Underground „Moonshout“, който печели прстижната награда на Радио BBC 3 за най-добър албум в категорията Световна музика. Албумът също така е награден с отличието Фолк награда на Радио 2. Групата работи заедно с Наташа Атлас по записите на музиката към филма „Whatever Lola Wants“.
Transglobal Undergrounds са гостували на българска сцена два пъти, като най-скорошната им изява е на 10 май 2008 година.

## Дискография
- „Dream of 100 Nations“ (1993)
- „International Times“ (1994)
- „Interplanetary Meltdown“ (1995) (ремикс албум)
- „Psychic Karaoke“ (1996)
- „Rejoice Rejoice“ (1998)
- „Backpacking On The Graves Of Our Ancestors“ (1999) (албум с най-известните им песни до този момент + нов материал)
- „Yes Boss Food Corner“ (2001)
- „Impossible Broadcasting“ (2004)
- „Impossible Re-Broadcasting“ (20076) (ремикс албум)
- „Moonshout“ (2007)